# ウィザード・バリスターズ 弁魔士セシル
『ウィザード・バリスターズ 弁魔士セシル』（ウィザード・バリスターズ べんましセシル、英: Wizard Barristers Benmashi Cecil）は、2014年1月から3月にかけて放送された日本のテレビアニメ作品。
魔術とそれを用いた事件や解決後の訴訟が日常化し、弁護士ならぬ弁魔士が必要とされるようになった西暦2018年の東京を舞台に、史上最年少の弁魔士である須藤セシルの活躍を描く。
キャッチコピーは「須藤セシル、入廷します!」。

## 登場人物

### バタフライ法律事務所
須藤 聖知（すどう セシル）
声 - 田辺留依
本作の主人公。弁魔士。2000年12月24日生まれの17歳。女性。使用魔法は自然魔術。希少な金属魔法の使い手で、愛用のミニバイクなど金属類を媒体に巨大なディアボロイドを作り出す。
カナダのオンタリオ州出身で、11歳のときに日本へ帰国した。死刑囚となってしまった母親の無罪を証明するため、15歳で司法試験に合格し史上最年少の弁魔士になった。法廷では白く少し派手な服を「勝負服」として着る。
登場人物の中でも入浴シーンが非常に多い。BD/DVDの本編でも乳房の先端は隠されていたが、映像特典において乳房の先端も乳房と共に完全に露出したバージョンが収録されている。
穂樽 夏菜（ほたる なつな）
声 - 真堂圭
弁魔士。22歳。女性。使用魔法は自然魔術（砂塵使い）。
セシルの同期。仕事はいつも午後5時に上がるクールで堅物な性格。着任初日からセシルの奔放な態度を目の当たりにしたこともあり彼女に対抗意識を燃やしていたが、カナダでセシルが弁魔士になった理由や彼女の過去を知るにつれて徐々に態度は軟化し、彼女の手助けをしたいと考えるようになった。
蜂谷 ミツヒサ（はちや ミツヒサ）
声 - 東地宏樹
弁魔士。27歳。男性。使用魔法は魔水使い。
常に沈着冷静で無表情。関係者からは「法廷のターミネーター」と呼ばれているが、バタフライ法律事務所の同僚からは「ハチミツ」と呼ばれている。
かつては検事で魔術使いに偏見を持っていたが、2年前に魔術使いとして覚醒した（思春期に覚醒することが多いため、蜂谷のケースはまれ）。魔術使いは司法職に就けないため、検事を辞職して民間の弁魔士へ転職したという経緯を持つ。
草野球チームに所属しており、ポジションはピッチャー。
甲原 角美（かぶとはら つのみ）
声 - 荒川美穂
弁魔士。23歳。女性。使用魔法は自然魔術（魔風使い）。
上品な環境で育てられたらしく、常にマイペースで行動している。長崎弁を話し、趣味はコスプレ。
左反 衣（さそり ころも）
声 - 大久保瑠美
弁魔士。24歳。女性。使用魔法はタロットカードを用いた予知魔術。今のところ予知が外れたことはないらしい。
下ネタやエロトークが大好きで、そういう方面にはうぶなセシルをからかいつつもかわいがっている。サバゲーマーでもある。
作中でも屈指の非常に豊かな胸の持ち主であり、それを意識させる装いが多い。セシルの実家に行った際は、海でビキニがほどけ乳房が完全に露出するなど海水浴を堪能していた。
BD/DVDの本編でも乳房の先端は隠されていたが、映像特典において乳房の先端も乳房と共に完全に露出したバージョンが収録されている。
蝶野 アゲハ（ちょうの アゲハ）
声 - 恒松あゆみ
所長で弁魔士。32歳。女性。
容姿は年下の部下たち同様に若いが、実は整形によるもの。そのため、老化ネタには異常に敏感。魔術使いではないが、弁魔士としては凄腕の持ち主であり、独自の情報網で部下たちを的確にサポートする。
蝶野 セセリ（ちょうの セセリ）
声 - 高木渉
弁魔士。28歳。男性。使用魔法は自然魔術。
アゲハの弟。事務所のナンバー2的な存在であり、経費の支出にはすこぶる敏感。姉アゲハのことを「アゲハっぴ」と呼ぶ。
鎌霧 飛郎（かまきり とびろう）
声 - 茶風林
弁魔士。86歳。男性。使用魔法は幻影魔法。同僚からは｢きり爺｣と呼ばれている。
ヨボヨボの老人で普段は動きも鈍いが、実はかなりのキレ者。法廷で都合が悪くなると仮病を使って無理矢理閉廷させるという老獪さも持つ。無類のアイドル好き。
天刀 もよ（てんとう もよ）
声 - 竹達彩奈
パラリーガル。21歳。女性。使用魔法は時間停止。
明るく積極的な性格をしており、セシルともすぐに仲良くなった。ケチャップやホイップクリームを持ち歩き、どんな料理にもかけまくる独特な味覚の持ち主。
抜田 美都利（ばった みとり）
声 - 多谷結衣
受付嬢。20歳。女性。
魔術使いではないが、情報処理能力は一流で、どんなデータも的確に分析する。事務所の面々から強く信頼されており、万能として重宝されている。

### 警視庁
柄工双 静夢（えくそう しずむ）
声 - 小西克幸
捜査1課警部補。25歳。男性。
年下の女性上司であるクインに振り回される日々を送っているが、仕事はきっちりこなす。その裏では史文の命令を受け、独自に動いている。
江来利 クイン（えらり クイン）
声 - 井上麻里奈
捜査1課警部。23歳。女性。
気だるそうな言動のチェーンスモーカー。魔術使いを異常に敵視しているが、縁起や験を担ぐ一面もある。アゲハとは旧知の仲。

### セシルの関係者
ナナジーニィ
声 - 若本規夫
セシルの使い魔。擬人化したカエルの容姿をしている。料理が上手でセシルに忠実だが、「マッサージ」と称して彼女の身体を触りまくったり、弁当を作る際にエロキャラ弁にするなど、セクハラを欠かさない。ブブヒィのことを気に入っている。
須藤 芽美（すどう めぐみ）
声 - 三好りえ
セシルの母親。使用魔法は魔炎魔術。かつてセシルを助けるために人を殺してしまい、現在は死刑囚として収監されている。
須藤 デビッド
声 - 織田優成
セシルの父親。カナダで写真家をしている。

### シャークナイト法律事務所
鮫岡 生羽（さめおか きば）
声 - 諏訪部順一
所長で弁魔士。25歳。男性。使用魔法は接触魔術。メガネを掛けている。
セシルの潜在能力に強い興味を持っており、引き抜きを目論んでいる。
工白 志吹（くじら しぶき）
声 - 小野大輔
弁魔士。24歳。男性。使用魔法は言霊魔術。
普段は腰が低く、温和そうに土佐弁でしゃべるが、思い通りにいかないと逆上することもある。
細波 サンゴ（さざなみ サンゴ）
声 - ヤスヒロ
弁魔士。25歳。男性。使用魔法は治療魔術。
海神往 紗馳（かじの シャチ）
声 - 原英士
弁魔士。23歳。男性。使用魔法は入替魔術。

### 依頼人とその関係者
音尾 茂之（おとお しげゆき）
声 - 雨宮弘樹
魔術使い。使用魔法は魔火使い。バタフライ法律事務所が弁護を引き受けるが死刑となる。
小日向 将太（こひなた しょうた）
声 - 大山鎬則
魔術使い。使用魔法は魔水使い。ウドであることを理由に同僚や上司から差別を受けていた。
みずき銀行の元職員。元同僚の遠藤を守るために、魔術を使ってノーフェイスの1人を殺害してしまう。死刑の判決を受けそうになるが、土壇場で無罪となる。
遠藤 啓子（えんどう）
声 - 森千晃
みずき銀行の職員。
安田 顕二
声 - 矢野龍太
みずき銀行の支店長。小日向と遠藤の上司。
ノーフェイス
魔術使いの強盗団。
早乙女 真夕（さおとめ まゆ）
声 - 小松未可子
魔術使い。25歳。使用魔法は魔震魔術。
生瀬の恋人。復讐のために法廷で魔術を行使するが、静夢の銃撃で死亡する。
生瀬 正人（なませ まさと）
声 - 斉藤壮馬
魔術使い。使用魔法は魔氷使い。
早乙女の恋人。大泉と他の出演者の共謀によって、撮影中に魔術を使い事故を起こし共演者を死なせてしまう。判決は死刑。法廷で魔術を使うも力が暴走し、死亡する。
大泉 顕（おおいずみ）
声 - 大塚智則
生瀬の上司、マジカルヒーロー事務所のマネージャー。1973年12月3日生まれの40歳。北海道室蘭市出身。早乙女によって殺害される。
清水 ツクジ（しみず ツクジ）、清水 レイ（しみず レイ）
声 - 森久保祥太郎（2人とも）
ツクジはウドだけを狙って殺害していた連続殺人犯。レイはツクジの双子の弟。静夢の指示で共謀し、セシルの能力を開花させるために暗躍した。
桐谷 琢真
声 - 本田裕之
ROUND NYAN 池袋店の店長。強盗犯であり仲間割れにより鈴井に殺害される。
鈴井 博之
声 - 山本兼平
ROUND NYAN 池袋店の店員。桐谷を殺害する。幻影魔術で桐谷に化けた鎌霧を見て自白する。

### その他
麻楠 史文（まくす しもん）
声 - 小山力也
最高裁判所長官。57歳。男性。
魔術使いと人間の融和を願う、法曹界のカリスマ。初対面であるはずのセシルのことを知っていた。
実はセシルの母を刑務所送りにした人物。
小田切 久作（おだぎり ひさく）
声 - 家弓家正
魔法廷の裁判長。
ブブヒィ
声 - 吉成由貴
ミツヒサの使い魔。擬人化したブタの容姿をしている。ミツヒサを愛しており、彼のベッドに潜り込んだり抱きついたりする。
コッキィ
声 - 小笠原早紀
角美の使い魔。擬人化したニワトリの容姿をしている。青森弁を話すかなり毒舌家。

## 用語
魔禁法（まきんほう）
魔術の使用の禁止および処罰を定めた法律。違反者には最高で死刑判決を言い渡されることもあるが、正当防衛と認められれば罪に問われない場合もある。魔法廷は一審制の為、死刑判決を言い渡されると控訴やその他の手続きは取られず、即座に魔法陣を通じて東京湾上の海上拘置所へ転送され、そこで収監されることとなる。
条文（大意）
- 第1条 - 刑法、民法、商法を犯す魔術使用を禁じる。
- 第2条 - 魔術使用の違反者は魔法廷で裁きを受ける。
- 第3条 - 弁魔士は、魔法廷で被告の権利を守る。
- 第4条 - 弁魔士は魔術使いの基本的人権を擁護する。
- 第5条 - 魔術の覚醒に伴い登録しなければならない。
- 第6条 - 魔術登録者は公職への雇用を禁じる。
- 第7条 - 魔法廷審理は一審のみ、裁判の迅速化を図る。
- 第8条 - 使い魔が法を犯した場合、管理者に連座制を適用。
- 第9条 - 金属機動具使用は原則禁じる。
- 第10条 - 魔術使用が社会正義の場合は認める。

ディアボロイド
魔術使いの金属精製魔術によって作成・使役される金属機道具。規模や組成は魔術使いの流派や状況によって異なり、「メタモロイド」とも呼称される。作中の描写から、いわゆるゴーレムに近い存在であることが示唆されている。
ウド
作中における魔術使いの呼称。魔禁法の存在理由と併せ、一般人から魔術使いへの蔑称としての意味合いが強い。
マカルとラボネ
本作に登場する魔術使いは2つの派閥にわかれ、人知れず対立している。そのうち、人間を憎み共存を望まない方針を取っているのが史文たちマカル、人間を憎まず共存を望む方針を取っているのが生羽たちラボネである。

## 製作
| 原案・監督・シリーズ構成 キャラクターデザイン | 梅津泰臣                           |
| 脚本                                          | 伊藤美智子                         |
| メカニックデザイン                            | Niθ                                |
| プロップデザイン                              | 横田晋一                           |
| アクション作監                                | 阿部望                             |
| エフェクト作監                                | 橋本敬史                           |
| 美術設定                                      | 渡部隆、成田偉保、横田晋一         |
| 美術監督                                      | 小倉一男                           |
| 色彩設計                                      | 阿部みゆき                         |
| 撮影監督                                      | 和田尚之                           |
| 3DCGディレクター                              | 松井一樹                           |
| CGスーパーバイザー                            | 西川和宏                           |
| 編集                                          | 瀬山武司                           |
| 音響監督                                      | 清水勝則                           |
| 音楽                                          | 小西香葉・近藤由紀夫               |
| 音楽制作                                      | ポニーキャニオン                   |
| 制作協力                                      | A-1 Pictures                       |
| プロデューサー                                | 中村伸一、小榑洋史、森尻和明       |
| 制作プロデューサー                            | 越中おさむ                         |
| プロデュース                                  | ジェンコ                           |
| 制作                                          | アームス                           |
| 製作                                          | ウィザード・バリスターズ製作委員会 |

1985年放送のテレビアニメ『機動戦士Ζガンダム』のオープニングアニメーション、1986年発売のOVA『メガゾーン23/PartII 秘密く・だ・さ・い』のキャラクターデザイン・作画監督など数々の一般アニメで知られるほか、アダルトアニメの『A KITE』や『MEZZO FORTE』などでも知られるアニメーター兼監督の梅津泰臣が、2013年放送のテレビアニメ『ガリレイドンナ』よりも先に企画していた作品である。
足立慎吾にキャラクターデザインを、A-1 Picturesにアニメーション制作をそれぞれ一任し、梅津は監督にほぼ専念していた『ガリレイドンナ』とは異なり、本作では『A KITE』や『MEZZO FORTE』と同じく梅津が原案・キャラクターデザイン・総作画監督を、アームスがアニメーション制作をそれぞれ担当している。また、梅津によるシリーズ構成のもと、2013年放送のテレビアニメ『幻影ヲ駆ケル太陽』などで知られる伊藤美智子が脚本を担当している。
こうして『ガリレイドンナ』とほぼ並行して制作された本作は、後年に梅津が述懐したところによれば監督としての仕事が多すぎて、オープニングアニメーションについては苦肉の策でパイロットフィルムをアレンジして制作したという。本編については本放送時の第5話以降は作画のクオリティが低下していき、第11話は止め絵すら不足して不自然な背景で間に合わせるなど、画面から物語の流れを把握できない状態となったが、本放送終了後のAT-Xでの再放送時や、スケジュールを遅延させて発売されたBD/DVDでは全面的に修正されている。

### 沿革
2013年8月17日に制作発表が行われると共に公式サイトが開設され、PV第1弾が公開された。同年8月下旬には本作と『ガリレイドンナ』の第1話アフレコが2日連続で行われた。同年11月6日には公式サイトがリニューアルされ、PV第2弾と共にスタッフやキャストが公開された。同年12月4日にオープニングテーマを含むPV第3弾と共に放送局一覧や追加キャストが公開された後、12月26日にはキャラクターボイスも公開された。
2014年1月12日に梅津泰臣は第1話のテレビ放送を一部出演キャスト陣と共に生視聴したが、放送終了後にセシル役の田辺留依へ電話したところ感涙され、梅津自身ももらい泣きしそうだったという。
本放送終了後の2014年11月下旬には、ニコニコ生放送、GYAO!、ビデオマーケット、Rakuten SHOWTIMEで前述のBD/DVD用マスターを用いた期間限定の無料配信が行われた。

## 主題歌
オープニングテーマ「JUSTITIA」
作詞 - 稲葉エミ / 作曲・編曲 - eba / ストリングスアレンジ - 秋月須清 / 歌 - Lia
エンディングテーマ「BLUE TOPAZ」
作詞 - 稲葉エミ / 作曲・編曲 - 奥井康介 / 歌 - 田辺留依

## 各話リスト
| 話数      | サブタイトル                                      | 絵コンテ          | 演出                           | 作画監督                                                                                      | 総作画監督                 |
| --------- | ------------------------------------------------- | ----------------- | ------------------------------ | --------------------------------------------------------------------------------------------- | -------------------------- |
| Case I    | レディ・ジャスティス Sword and Scales             | 梅津泰臣          | 梅津泰臣                       | 高橋しんや、松田勝己 松本圭太                                                                 | 外丸達也 梅津泰臣          |
| Case II   | ハード・ケース Hard Case                          | 神木鈴            | さんぺい聖                     | 秋山一則、田中孝弘 高木晴美                                                                   | 松田勝己 梅津泰臣          |
| Case III  | ラブ・アンド・ヘイト Love and Hate                | 塩谷直義          | 工藤昌史                       | 工藤昌史                                                                                      | -                          |
| Case IV   | パーソナリティ・クライシス Personality Crisis     | うつのみや理      | 奥村よしあき                   | 岩佐とも子                                                                                    | -                          |
| Case V    | シックス・ナイン Six Nine                         | 神戸守            | 矢花馨                         | 尾形健一郎、徳倉栄一 飯飼一幸                                                                 | -                          |
| Case VI   | ヒーロー・ショー Hero Show                        | 多田俊介          | 浅利藤彰                       | 松本圭太、上竹哲郎 日下部智津子                                                               | -                          |
| Case VII  | メイプルリーフ・イン・カナダ Maple Leaf in CANADA | 細田直人          | 加藤顕                         | 西岡夕樹                                                                                      | -                          |
| Case VIII | クリストファー・チャーム Saint Christopher Charm  | 神木鈴            | 下司泰弘                       | 松本圭太、Park Myeong Hun Chang Bum Chul                                                      | -                          |
| Case IX   | シークレット・パズル Secret Puzzle                | 大河原保豪        | 野亦則行                       | 岩佐とも子                                                                                    | -                          |
| Case X    | インポスター Imposters                            | 頂真司            | 西村博昭                       | 松本圭太、よしもときんじ 上竹哲郎、Park Myeong Hun Kim Hyou En                                | -                          |
| Case XI   | シャイニング・セシル Shining Cecil                | 安藤真裕          | サトウ光敏                     | 梅津泰臣、松田勝己 松本圭太                                                                   | -                          |
| Case XII  | ジャッジメント Fact of Fiction                    | 小林常夫 梅津泰臣 | 浅利藤彰 松本マサユキ 梅津泰臣 | 外丸達也、松田勝己 梅津泰臣、松本圭太 Park Myeong Hun、Eum lk Hyun Chang Bum Chul、Lee Ju Hak | 外丸達也 松田勝己 梅津泰臣 |

## 放送局
| 放送地域 | 放送局             | 放送期間                | 放送日時                     | 放送系列                                 | 備考           |
| -------- | ------------------ | ----------------------- | ---------------------------- | ---------------------------------------- | -------------- |
| 東京都   | TOKYO MX           | 2014年1月13日 - 3月31日 | 月曜 0:30 - 1:00（日曜深夜） | 独立局                                   |                |
| 兵庫県   | サンテレビ         | 2014年1月13日 - 3月31日 | 月曜 0:30 - 1:00（日曜深夜） | 独立局                                   |                |
| 京都府   | KBS京都            | 2014年1月14日 - 4月1日  | 火曜 1:00 - 1:30（月曜深夜） | 独立局                                   |                |
| 韓国全域 | ANIPLUS            | 2014年1月15日 - 4月2日  | 水曜 0:00 - 0:30（火曜深夜） | CS放送、IP放送 ケーブルテレビ ネット配信 | 韓国語字幕あり |
| 愛知県   | テレビ愛知         | 2014年1月15日 - 4月2日  | 水曜 2:05 - 2:35（火曜深夜） | テレビ東京系列                           |                |
| 日本全域 | AT-X               | 2014年1月15日 - 4月2日  | 水曜 21:00 - 21:30           | CS放送                                   |                |
| 日本全域 | BS11               | 2014年1月17日 - 4月4日  | 金曜 0:00 - 0:30（木曜深夜） | BS放送                                   | 『ANIME+』枠   |
| 日本全域 | バンダイチャンネル | 2014年1月17日 - 4月4日  | 金曜 12:00 更新              | ネット配信                               |                |
| 日本全域 | dアニメストア      | 2014年1月17日 - 4月4日  | 金曜 12:00 更新              | ネット配信                               |                |
| 日本全域 | ニコニコ生放送     | 2014年1月24日 - 4月11日 | 金曜 23:30 - 土曜 0:00       | ネット配信                               |                |
| 日本全域 | ニコニコチャンネル | 2014年1月25日 - 4月12日 | 土曜 0:00 更新（金曜深夜）   | ネット配信                               | 有料配信       |

## BD / DVD
| 巻 | 発売日        | 収録話          | 規格品番   | 規格品番   |
| 巻 | 発売日        | 収録話          | BD         | DVD        |
| -- | ------------- | --------------- | ---------- | ---------- |
| 1  | 2014年4月2日  | 第1話 - 第2話   | PCXG-50351 | PCBG-52411 |
| 2  | 2014年5月14日 | 第3話 - 第4話   | PCXG-50352 | PCBG-52412 |
| 3  | 2014年9月3日  | 第5話 - 第6話   | PCXG-50353 | PCBG-52413 |
| 4  | 2014年10月2日 | 第7話 - 第8話   | PCXG-50354 | PCBG-52414 |
| 5  | 2014年11月5日 | 第9話 - 第10話  | PCXG-50355 | PCBG-52415 |
| 6  | 2014年12月3日 | 第11話 - 第12話 | PCXG-50356 | PCBG-52416 |

## 小説
『ウィザード・バリスターズ 弁魔士セシル The Beginning』（ウィザード・バリスターズ べんましセシル ザ・ビギニング）のタイトルで、ぽにきゃんBOOKSから2014年3月3日に発売。執筆は伊藤美智子、カバー絵は梅津泰臣がそれぞれ担当。ISBN 4-8652-9030-3
テレビアニメの開始以前における、セシルの過去が描かれる。

## タイアップ
- デジタルハリウッド - オンラインスクールで2013年に開講した「デジタル原型師育成オンライン講座〜美少女フィギュア編〜」の制作課題キャラクターとして、セシルが採用されている[16]。

## パチスロ
- パチスロ ウィザード・バリスターズ〜弁魔士セシル（オーイズミ、2018年8月）[17]